# Gasha (ca sĩ)
Gah-Ndo Ashuembom Amabo (sinh ngày 18 tháng 3 năm 1991) được biết đến với tên chuyên nghiệp là Gasha, là một ca sĩ Afro-pop, Afrobeats Soul đến từ Cameroon. Cô được biết đến vào tháng 10 năm 2013 với đĩa đơn đầu tay Kaki Mbere.

## Tiểu sử
Gasha sinh ra ở Bamenda, Cameroon vào năm 1991, nơi cô lớn lên cùng cha mẹ, quê ở vùng Tây Bắc. Cô bắt đầu hát từ năm 11 tuổi ở trường trung học chịu ảnh hưởng của các nghệ sĩ như Tracy Chapman, Sam Cooke, Jason Mraz, Richard Bona, Cold Play, Eboa Lotin, Lauryn Hill và Donny Elwood.
Vào năm 2013, cô đã phát hành đĩa đơn đầu tiên của mình Kaki Mbere, một bài hát Afrobeat được sản xuất bởi nhà sản xuất âm nhạc người Cameroon DiJay Pazzo. Bài hát là một thành công lớn và khiến cô nổi tiếng trên sân khấu âm nhạc quốc gia và châu Phi.,
Năm 2014, cô được trao giải Nữ nghệ sĩ xuất sắc nhất cho miền trung châu Phi tại Giải thưởng Tạp chí Muzik của Châu Phi (AFRIMMA) tại Dallas, Texas. Năm 2015, cô thu âm Chill với Uganda nghệ sĩ Eddy Kenzo.
Sau đó, cô hợp tác với cuộc thi Hoa hậu Châu Phi Hoa Kỳ cho chiến dịch và nhạc nền của Phụ nữ Châu Phi Thay đổi. Song Gasha hát bằng tiếng Pidgin và tiếng Anh.

## Danh sách đĩa hát

### Đĩa đơn
- 2013: Kaki Mbere
- 2013: Cuộc sống này
- 2014: Faya di Burn feat Magasco
- 2014: tôi nhận thấy
- 2014: Anh ấy đi đây
- 2014: Ngày
- 2015: Đen tôi thật kỳ công. Stanley Enow
- 2015: Phụ nữ sẽ thay đổi châu Phi (EP)
- 2016: Ma kong wa
- 2016: Life Remix feat LAW G
- 2017: Trở lại thực tế
- 2017: Giết người
- 2017: Chúng tôi vẫn Dey feat Nabil
- 2018: Lê Meilleur

## Giải thưởng và công nhận
- 2015: Nữ nghệ sĩ xuất sắc nhất ở Trung Phi tại AFRIMMA